# John Barrowman
John Scot Barrowman, född 11 mars 1967 i Glasgow, är en brittisk-amerikansk skådespelare (delvis uppvuxen i Aurora utanför Chicago i USA). Han har framför allt spelat i musikaler och i sciencefiction-tv-serien Doctor Who och dess spinoff Torchwood, där han spelar kapten Jack Harkness.

## Filmografi
| År                               | Titel                                     | Roll                             | Noteringar                    |
| -------------------------------- | ----------------------------------------- | -------------------------------- | ----------------------------- |
| 1987                             | De omutbara                               | Street person (okredited)        |                               |
| 1995–1996                        | Central Park West                         | Peter Fairchild                  |                               |
| 2000–2001                        | Titans                                    | Peter Williams                   |                               |
| 2001                             | Putting It Together: Direct from Broadway | The Younger Man                  |                               |
| 2002                             | Shark Attack 3: Megalodon                 | Ben Carpenter                    |                               |
| 2004                             | Method                                    | Timothy Stevens                  |                               |
| 2004                             | De-lovely                                 | Jack / Musical performer         |                               |
| 2005                             | The Producers                             | Lead tenor                       |                               |
| 2005, 2007–2008, 2010, 2020–2021 | Doctor Who                                | Kapten Jack Harkness             | 13 avsnitt                    |
| 2006–2011                        | Torchwood                                 | Kapten Jack Harkness             | Huvudkaraktär                 |
| 2008                             | Hotel Babylon                             | Simon                            | Avsnitt 3.06                  |
| 2008–2011                        | Animals At Work                           | Sig själv                        |                               |
| 2009–2011                        | Tonight's the Night                       | Sig själv / Kapten Jack Harkness |                               |
| 2009                             | Jämna plågor                              | Doktorn                          | Avsnitt 9.08 "The Guru"       |
| 2010                             | Desperate Housewives                      | Patrick Logan                    | 5 avsnitt                     |
| 2010                             | Strictly Come Dancing                     | Sig själv                        |                               |
| 2011                             | Broadway: The Next Generation             | Sig själv                        |                               |
| 2011                             | The Super Hero Squad Show                 | Stranger                         | Endast röst                   |
| 2012                             | Hustle                                    | Dean Deville                     | 1 avsnitt                     |
| 2012                             | Watson & Oliver                           | Sig själv                        | 1 avsnitt                     |
| 2012                             | Attack of the show                        | Sig själv                        | Gästdomare                    |
| 2012                             | Zero Dark Thirty                          | Jeremy                           |                               |
| 2012–                            | Arrow                                     | Malcolm Merlyn                   |                               |
| 2013                             | Scandal                                   |                                  | Avsnitt 2.21 "Any Questions?" |